# Суперкубок Англії з футболу 1963
Суперкубок Англії з футболу 1963 — 41-й розіграш турніру. Матч відбувся 17 серпня 1963 року між чемпіоном Англії «Евертон» та володарем кубка країни «Манчестер Юнайтед».
| Володар Суперкубка Англії 1963 |
| ------------------------------ |
|                                |
| «Евертон» Третій титул         |

## Учасники
| Клуб                | Участей | Роки (жирним виділено перемоги)    |
| ------------------- | ------- | ---------------------------------- |
| «Евертон»           | 3       | 1928, 1932, 1933                   |
| «Манчестер Юнайтед» | 6       | 1908, 1911, 1948, 1952, 1956, 1957 |

## Матч

### Деталі
| 17 серпня 1963 |

| «Евертон»                    | 4–0      | «Манчестер Юнайтед» |
| ---------------------------- | -------- | ------------------- |
| Габріел Стівенс Вернон Темпл | Протокол |                     |

| Гудісон Парк, Ліверпуль Глядачів: 54 844 |

|  |  |

| В                |  | Гордон Вест    |
| З                |  | Джиммі Габріел |
| З                |  | Браян Лебоун   |
| З                |  | Мік Міган      |
| ПЗ               |  | Джиммі Габріел |
| ПЗ               |  | Тоні Кей       |
| ПЗ               |  | Алекс Скотт    |
| ПЗ               |  | Денніс Стівенс |
| ПЗ               |  | Дерек Темпл    |
| Н                |  | Алекс Янг      |
| Н                |  | Рой Вернон (к) |
| Головний тренер: |  |                |
| Гаррі Каттерік   |  |                |

| В                |  | Девід Гаскелл     |
| З                |  | Тоні Данн         |
| З                |  | Білл Фоулкс       |
| З                |  | Ноел Кантвелл (к) |
| ПЗ               |  | Пет Креранд       |
| ПЗ               |  | Моріс Сеттерс     |
| ПЗ               |  | Джонні Джайлс     |
| ПЗ               |  | Альберт Квіксолл  |
| ПЗ               |  | Боббі Чарлтон     |
| Н                |  | Девід Герд        |
| Н                |  | Деніс Лоу         |
| Головний тренер: |  |                   |
| Метт Басбі       |  |                   |